# Cronologia del futuro lontano

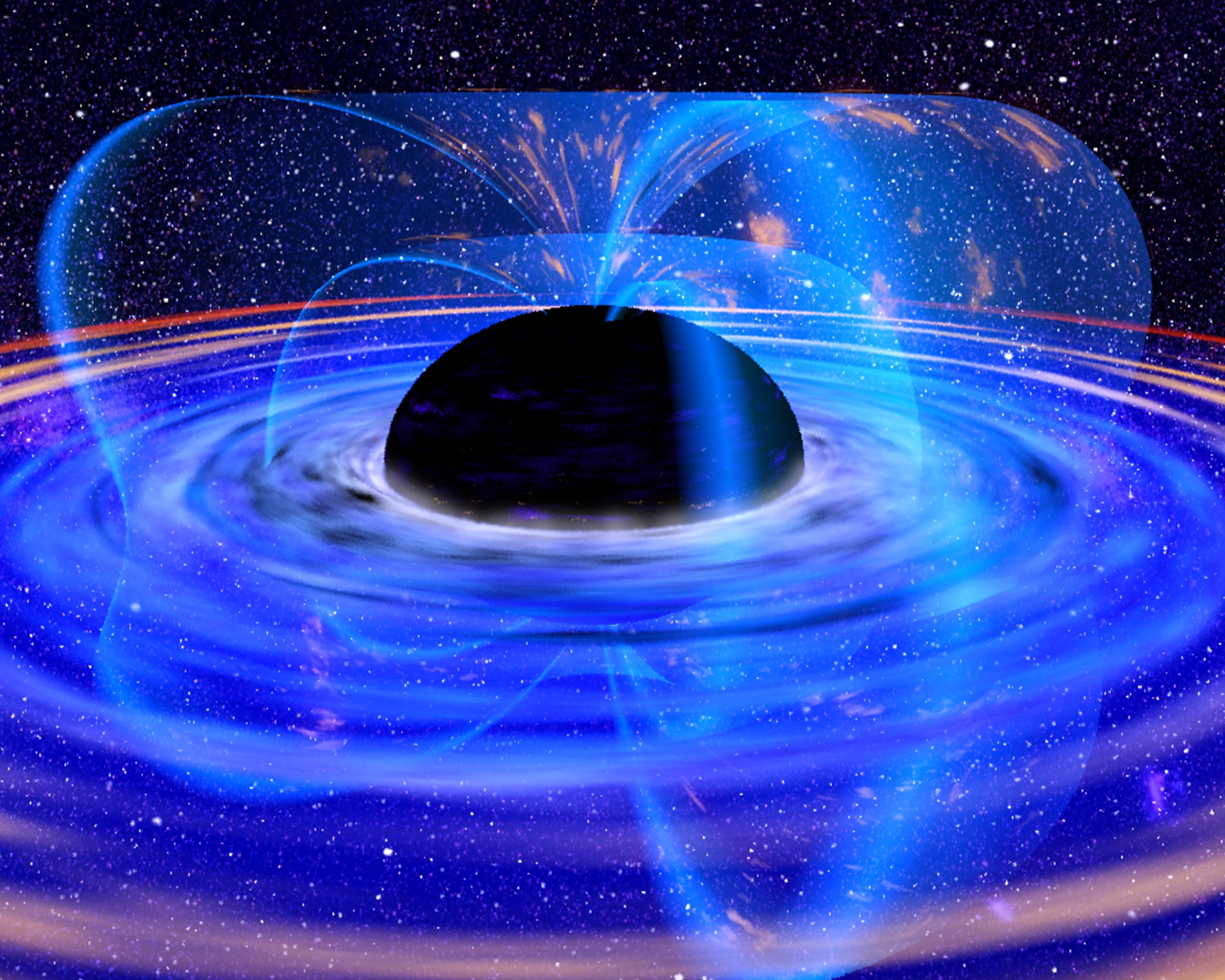
Illustrazione di un buco nero. La maggior parte dei modelli del futuro lontano dell'Universo indicano che alla fine questi saranno gli unici oggetti celesti rimasti.

La Cronologia del futuro lontano è la serie di eventi geologici e astrofisici che potrebbero verificarsi in un futuro molto lontano.
Mentre le predizioni del futuro non possono mai essere certe in assoluto, l'attuale comprensione scientifica in vari campi permette di delineare, seppure a grandi linee, gli eventi futuri più lontani. Questi campi comprendono l'astrofisica, che rivela come i pianeti e le stelle si formano, interagiscono e muoiono, la fisica delle particelle, che rivela come si comporta la materia sulle scale più piccole, e la tettonica delle placche, che mostra come i continenti si spostano nel corso dei millenni.
Tutte le predizioni sul futuro della Terra, del Sistema Solare e dell'Universo devono tener conto della seconda legge della termodinamica, la quale stabilisce che l'entropia (grossomodo il numero di gradi di libertà accessibili da un sistema) tende ad aumentare nel corso del tempo. Le stelle, alla fine, esauriranno la loro scorta di idrogeno e si spegneranno; incontri ravvicinati espelleranno gravitazionalmente i pianeti dai loro sistemi stellari, e i sistemi stellari dalle galassie. La materia stessa infine subirà l'influenza del decadimento radioattivo, e persino i materiali più stabili si spezzeranno in particelle subatomiche. Tuttavia, mentre i dati attuali indicano che l'universo è piatto, e pertanto non collasserà su se stesso dopo un tempo finito, il futuro infinito consente teoricamente il verificarsi di un certo numero di eventi considerati oggi altamente improbabili, come la formazione di un cervello di Boltzmann.
Queste linee temporali coprono eventi da 8000 anni a partire da ora fino ai tempi futuri più lontani. Una serie di eventi futuri sono elencati per tenere conto di questioni ancora irrisolte, come la sopravvivenza della specie umana, il decadimento del protone, l'eventuale distruzione della Terra da parte del Sole espanso in una gigante rossa.

## Futuro della Terra, del Sistema Solare, dell'Universo
|                               | Argomenti                |
| ----------------------------- | ------------------------ |
| astronomy and astrophysics    | Astronomia e astrofisica |
| Geology and planetary science | Geologia e planetologia  |
| particle physics              | Fisica delle particelle  |
| mathematics                   | Matematica               |
| Technology and culture        | Tecnologia e cultura     |

|                               | Anni da oggi                                 | Evento |
| ----------------------------- | -------------------------------------------- | --- |
| astronomy and astrophysics    | 36.000                                       | La nana rossa Ross 248 passa a 3,024 anni luce dalla Terra, diventando la stella più vicina al Sole. |
| astronomy and astrophysics    | 42.000                                       | Con la recessione di Ross 248, Alfa Centauri torna ad essere il sistema stellare più vicino al Sole. |
| Geology and planetary science | 50.000                                       | L'attuale periodo interglaciale termina (secondo un lavoro di Berger e Loutre); ipotizzando effetti limitati del riscaldamento globale antropico, la Terra entra di nuovo in un periodo glaciale dell'attuale era glaciale. Le Cascate del Niagara finiscono di erodere i 32 km che le separano dal lago Erie, cessando così di esistere. |
| astronomy and astrophysics    | 50.000                                       | La lunghezza del giorno utilizzato per la misurazione del tempo raggiunge all'incirca 86.401 secondi SI, a causa del rallentamento della rotazione terrestre dovuto agli attriti mareali. In base all'attuale sistema di misurazione del tempo, si dovrà aggiungere ogni giorno un secondo intercalare all'orologio. |
| astronomy and astrophysics    | 100.000                                      | Il moto proprio delle stelle su tutta la sfera celeste, che è il risultato del loro movimento attraverso la galassia, rende molte delle costellazioni irriconoscibili. La stella ipergigante VY Canis Majoris sarà probabilmente esplosa in una ipernova. |
| Geology and planetary science | 100.000                                      | La Terra avrà probabilmente subito l'eruzione di un supervulcano abbastanza grande da eruttare 400 km3 di magma. |
| Geology and planetary science | 250.000                                      | Il Loihi, il vulcano più giovane della Catena sottomarina Hawaii-Emperor, sorge sopra la superficie del mare diventando una nuova isola vulcanica. |
| astronomy and astrophysics    | 500.000                                      | La Terra sarà stata probabilmente colpita da un meteorite di 1 km circa di diametro. |
| Geology and planetary science | 1 milione                                    | La Terra avrà probabilmente subito l'eruzione di un supervulcano abbastanza grande da eruttare 3.200 km3 di magma, un evento paragonabile alla supereruzione di Toba 75.000 anni fa. |
| astronomy and astrophysics    | 1 milione                                    | Massimo tempo previsto per l'esplosione in una supernova della supergigante rossa Betelgeuse. L'esplosione dovrebbe essere facilmente visibile alla luce del giorno. |
| astronomy and astrophysics    | 1,4 milione                                  | La stella Gliese 710 passa a 1,1 anni luce dal Sole prima di allontanarsi. Ciò potrebbe perturbare gravitazionalmente i membri della nube di Oort, un alone di corpi ghiacciati che orbitano ai margini del Sistema Solare, facendo quindi aumentare le probabilità di un impatto cometario nel Sistema Solare interno. |
| astronomy and astrophysics    | 8 milioni                                    | La luna Phobos si avvicina a meno di 7.000 km da Marte (limite di Roche), punto in cui le forze di marea disintegrano la luna, riducendola a un anello orbitante di detriti che proseguirà a spirale verso il pianeta. |
| Geology and planetary science | 10 milioni                                   | La Great Rift Valley in Africa orientale è inondata dal Mar Rosso; si forma un nuovo bacino oceanico che divide il continente africano. |
| astronomy and astrophysics    | 11 milioni                                   | L'anello di detriti attorno a Marte colpisce la superficie del pianeta. |
| Geology and planetary science | 50 milioni                                   | La costa californiana comincia ad essere subdotta nella Fossa delle Aleutine a causa del suo movimento verso nord lungo la Faglia di Sant'Andrea. La collisione tra l'Africa e l'Eurasia chiude il bacino del Mediterraneo, creando una catena montuosa simile all'Himalaya. |
| astronomy and astrophysics    | 100 milioni                                  | La Terra sarà stata probabilmente colpita da un meteorite di dimensioni paragonabili a quello che provocò l'Estinzione di massa del Cretaceo-Paleocene 65 milioni di anni fa. |
| mathematics                   | 230 milioni                                  | Le orbite dei pianeti cominciano a diventare impossibili da prevedere. |
| astronomy and astrophysics    | 240 milioni                                  | Dalla sua attuale posizione, il Sistema Solare compie un'orbita completa attorno al centro galattico. |
| Geology and planetary science | 250 milioni                                  | Tutti i continenti della Terra potrebbero fondersi in un supercontinente. Tre possibili disposizioni di questa configurazione sono stati soprannominati Amasia, Novopangea, e Pangea Ultima. |
| astronomy and astrophysics    | 500-600 milioni                              | Un'esplosione di raggi gamma (gamma ray burst), o supernova massiva e iperenergetica, si verifica a 6.500 anni luce dalla Terra; abbastanza vicino perché i suoi raggi possano influire sullo strato di ozono terrestre e provocare teoricamente un'estinzione di massa, ammesso che sia corretta l'ipotesi che precedentemente una simile esplosione possa aver provocato l'estinzione dell'Ordoviciano-Siluriano. Tuttavia, la supernova dovrebbe essere orientata esattamente verso la Terra per dar luogo a effetti letali. |
| astronomy and astrophysics    | 600 milioni                                  | L'accelerazione di marea spinge la Luna così lontano dalla Terra da impedire che si possano verificare eclissi solari totali, in quanto il disco della Luna sarebbe più piccolo di quello del Sole. |
| Geology and planetary science | 600 milioni                                  | L'aumento di luminosità del Sole comincia ad alterare il ciclo del carbonato-silicato; la maggiore luminosità fa aumentare la meteorizzazione delle rocce di superficie, un processo che intrappola l'anidride carbonica nel terreno come carbonato. Con l'evaporazione dell'acqua dalla superficie terrestre, le rocce si induriscono, provocando un rallentamento e quindi un arresto della tettonica delle placche. Senza vulcani che riciclano il carbonio nell'atmosfera terrestre, i livelli di anidride carbonica cominciano a decrescere fino a un punto in cui la fotosintesi C3 non è più possibile. Tutte le piante che utilizzano la fotosintesi C3 (~ 99 per cento delle specie attuali) sono destinate a morire. |
| Geology and planetary science | 800 milioni                                  | I livelli di anidride carbonica decrescono a un punto in cui la fotosintesi C4 non è più possibile. La vita pluricellulare si estingue. |
| Geology and planetary science | 1 miliardo                                   | La luminosità del Sole è aumentata del 10 per cento, con temperature della superficie terrestre che raggiungono una media di 47 °C. L'atmosfera diventa una "serra umida", con il risultato di una galoppante evaporazione degli oceani. |
| Geology and planetary science | 1,3 miliardo                                 | La vita eucariotica si estingue per mancanza di anidride carbonica. Rimangono solo i procarioti. |
| Geology and planetary science | 1,5–1,6 miliardo                             | L'aumento di luminosità del Sole rende più lontana la sua zona abitabile; mentre l'anidride carbonica aumenta nell'atmosfera di Marte, la temperatura della sua superficie cresce a livelli simili a quelli della Terra durante l'era glaciale. |
| Geology and planetary science | 2,3 miliardi                                 | Il nucleo esterno della Terra si solidifica, se il nucleo interno continua a crescere al ritmo attuale di 1 mm all'anno. Senza il suo nucleo esterno liquido, il campo magnetico terrestre si spegne. |
| Geology and planetary science | 2,8 miliardi                                 | La temperatura della superficie terrestre, anche ai poli, raggiunge una media di 147 °C. A questo punto la vita, ora ridotta a colonie unicellulari in microambienti sparsi come laghi d'alta quota o grotte sotterranee, scompare completamente. |
| astronomy and astrophysics    | 3 miliardi                                   | Punto medio del periodo in cui l'aumento della distanza della Luna dalla Terra diminuisce il suo effetto stabilizzante sull'inclinazione dell'asse terrestre. Come conseguenza, il movimento dei poli terrestri diventa caotico. |
| astronomy and astrophysics    | 3,3 miliardi                                 | Un per cento di probabilità che l'orbita di Mercurio possa diventare così allungata da entrare in collisione con Venere, creando caos nel Sistema Solare interno, con la possibilità di provocare una collisione planetaria con la Terra. |
| Geology and planetary science | 3,5 miliardi                                 | Le condizioni della superficie della Terra sono paragonabili a quelle esistenti su Venere oggi. |
| astronomy and astrophysics    | 3,6 miliardi                                 | La luna di Nettuno Tritone transita all'interno del limite di Roche del pianeta, con la possibilità di disintegrarsi formando un anello planetario di detriti simile a quello di Saturno. |
| astronomy and astrophysics    | 4 miliardi                                   | Punto medio del periodo in cui la Galassia di Andromeda avrà avuto una collisione con la Via Lattea, con la quale successivamente si fonderà per formare una galassia chiamata "Milkomeda". |
| astronomy and astrophysics    | 5,4 miliardi                                 | Con l'esaurimento di idrogeno all'interno del suo nucleo, il Sole lascia la sequenza principale, cominciando ad evolversi in una gigante rossa. |
| astronomy and astrophysics    | 7,5 miliardi                                 | La Terra e Marte potrebbero entrare in rotazione sincrona con il Sole in espansione. |
| astronomy and astrophysics    | 7,9 miliardi                                 | Il Sole raggiunge la punta del ramo delle giganti rosse, aumentando il proprio raggio massimo di 256 volte dell'attuale valore. Nel processo, Mercurio, Venere e forse la Terra vengono distrutti. Durante questo periodo, è possibile che la superficie di Titano, una luna di Saturno, raggiunga temperature adatte a sostenere la vita. |
| astronomy and astrophysics    | 8 miliardi                                   | Il Sole diventa una nana bianca al carbonio-ossigeno, con circa il 54,05 per cento della sua attuale massa. |
| astronomy and astrophysics    | 14,4 miliardi                                | Il Sole diventa una nana nera quando la sua luminosità scende sotto i tre bilionesimi del suo attuale livello, mentre la sua temperatura scende a 2239 K, rendendolo invisibile all'occhio umano. |
| astronomy and astrophysics    | 20 miliardi                                  | Fine dell'Universo nello scenario Big Rip, ipotizzando un modello di energia oscura con w = -1,5. Peraltro, le osservazioni sulla velocità degli ammassi di galassie da parte del Chandra X-ray Observatory indicano che ciò non avverrà. |
| astronomy and astrophysics    | 50 miliardi                                  | Supponendo che entrambe siano sopravvissute all'espansione del Sole, da questo momento la Terra e la Luna entrano in rotazione sincrona, con ciascuna che mostra solo una faccia all'altra. In seguito, l'azione di marea del Sole catturerà una certa quantità di momento angolare dal sistema, causando il decadimento dell'orbita lunare e l'accelerazione della rotazione della Terra. |
| astronomy and astrophysics    | 100 miliardi                                 | L'espansione dell'Universo forza tutte le galassie al di là del Gruppo Locale a scomparire al di là dell'orizzonte di luce cosmica, rimuovendole dall'Universo osservabile. |
| astronomy and astrophysics    | 150 miliardi                                 | La radiazione cosmica di fondo si raffredda dall'attuale temperatura di ~ 2,7 K a 0,3 K, rendendola sostanzialmente impercettibile con l'attuale tecnologia. |
| astronomy and astrophysics    | 450 miliardi                                 | Punto medio del periodo in cui le ~47 galassie del Gruppo Locale si saranno fuse in un'unica grande galassia. |
| astronomy and astrophysics    | 800 miliardi                                 | L'emissione di luce netta della galassia fusa del Gruppo Locale comincia a declinare, quando le stelle nane rosse passano attraverso la fase "nana blu" di luminosità massima. |
| astronomy and astrophysics    | 1012 (1 bilione)                             | Fine della formazione stellare nelle galassie (previsione minima), in quanto sono esaurite le nubi di gas necessarie per la formazione delle stelle. L'espansione dell'universo, supponendo una densità costante di energia oscura, fa moltiplicare per 1029 la lunghezza d'onda della radiazione cosmica di fondo, superando la scala dell'orizzonte di luce cosmica e rendendo non più rilevabile la prova del Big Bang. Tuttavia, è ancora possibile determinare l'espansione dell'universo attraverso lo studio delle stelle iperveloci. |
| astronomy and astrophysics    | 3×1013 (30 bilioni)                          | Tempo medio stimato per il Sole, diventato una nana nera, per essere sottoposto a un incontro ravvicinato con un'altra stella nelle vicinanze. Ogni volta che due stelle (o residui stellari) passano l'una vicino all'altra, le orbite dei propri pianeti possono venire perturbate, potenzialmente con l'espulsione completa dal sistema. In media, più vicina è l'orbita di un pianeta alla sua stella madre, più tempo ci vuole per essere espulso a questo modo, in quanto le stelle raramente passano così da vicino. |
| astronomy and astrophysics    | 1014 (100 bilioni)                           | Fine della formazione stellare nelle galassie (previsione massima). Questo segna il passaggio dall'Era Stellifera all'Era Degenere; senza idrogeno libero per formare nuove stelle, tutte le restanti stelle lentamente esauriscono il loro combustibile e muoiono. |
| astronomy and astrophysics    | 1,1–1,2×1014 (110–120 bilioni)               | Tempo entro il quale tutte le stelle dell'universo avranno esaurito il loro combustibile (le stelle più longeve, nane rosse di piccola massa, hanno durate di vita di circa 10-20 bilioni di anni). Dopo questa fase, gli unici oggetti con massa stellare rimanenti sono le stelle degeneri (nane bianche, stelle di neutroni e buchi neri). Rimangono anche le nane brune. |
| astronomy and astrophysics    | 1015 (1 biliardo)                            | Incontri stellari ravvicinati distaccano tutti i pianeti del Sistema Solare dalle loro orbite. Da questo momento, il Sole si sarà raffreddato a cinque gradi sopra lo zero assoluto. |
| astronomy and astrophysics    | 1019 a 1020                                  | Nane brune e residui stellari vengono espulsi dalle galassie. Quando due oggetti passano sufficientemente vicini l'uno all'altro, si scambiano energia orbitale, con gli oggetti di massa inferiore che tendono a guadagnare energia. Attraverso ripetuti incontri, gli oggetti di massa inferiore possono guadagnare a questo modo sufficiente energia da venire espulsi dalla propria galassia. Alla fine, questo processo causerà l'espulsione dalla galassia della maggior parte delle nane brune e dei residui stellari. |
| astronomy and astrophysics    | 1020                                         | L'orbita della Terra attorno al Sole decade per l'emissione di radiazione gravitazionale, sempre che la Terra non venga prima fagocitata dal Sole diventato gigante rossa né successivamente espulsa dalla sua orbita dopo un incontro stellare. |
| particle physics              | 2×1036                                       | Decadimento particellare di tutti i nucleoni dell'Universo osservabile, se l'emivita del protone assume il minimo valore possibile (8,2 × 1033 anni). |
| particle physics              | 3×1043                                       | Decadimento particellare di tutti i nucleoni nell'Universo osservabile, se l'emivita del protone assume il valore massimo possibile, 1041 anni, ipotizzando che il Big Bang sia stato inflazionario e che lo stesso processo che ha fatto predominare i barioni sugli anti-barioni nell'Universo primordiale faccia decadere i protoni. |
| particle physics              | 1065                                         | Supponendo che i protoni non decadano, tempo stimato per oggetti rigidi come le rocce per riorganizzare i loro atomi e le loro molecole attraverso l'effetto tunnel. Su questa scala temporale tutta la materia è liquida. |
| astronomy and astrophysics    | 5,8×1068                                     | Un buco nero stellare con una massa di 3 masse solari decade per la Radiazione di Hawking. |
| astronomy and astrophysics    | 1,9×1098                                     | NGC 4889, tra i più grandi buchi neri supermassicci con una massa di 21 miliardi di masse solari, decade per la Radiazione di Hawking. |
| astronomy and astrophysics    | 1,7×10106                                    | Un buco nero supermassiccio con una massa di 20.000 miliardi di masse solari decade per la Radiazione di Hawking. Questo segna la fine dell'Era dei Buchi Neri. Dopo questa era, se i protoni decadono, l'Universo entra nell'Era Buia, in cui tutti gli oggetti fisici sono decaduti in particelle subatomiche, raggiungendo gradualmente il loro stato di energia finale. |
| particle physics              | 101500                                       | Supponendo che i protoni non decadano, tutta la materia barionica si è fusa per formare il ferro-56 oppure è decaduta da un elemento di massa superiore in ferro-56. |
| astronomy and astrophysics    | {\displaystyle 10^{10^{26}}}                 | Tutta la materia collassa in buchi neri (previsione minima), ipotizzando che non si verifichi il decadimento del protone. L'Era dei Buchi Neri seguente e la transizione all'Era Buia sono, su questa scala di tempi, istantanee. |
| particle physics              | {\displaystyle 10^{10^{50}}}                 | Un cervello di Boltzmann appare nel vuoto mediante una diminuzione spontanea di entropia. |
| particle physics              | {\displaystyle 10^{10^{56}}}                 | Fluttuazioni quantistiche casuali generano un nuovo Big Bang (secondo Caroll e Chen). |
| astronomy and astrophysics    | {\displaystyle 10^{10^{76}}}                 | Tutta la materia collassa in buchi neri (previsione massima), ipotizzando nuovamente che non si verifichi il decadimento del protone. |
| particle physics              | {\displaystyle 10^{10^{120}}}                | L'Universo raggiunge il suo stato finale di energia (previsione massima). |
| mathematics                   | {\displaystyle 10^{10^{10^{76,66}}}}         | Scala temporale del teorema di ricorrenza di Poincaré per lo stato quantistico di una ipotetica scatola contenente un buco nero stellare isolato, ipotizzando un modello statistico soggetto alla ricorrenza di Poincaré. |
| mathematics                   | {\displaystyle 10^{10^{10^{10^{2,08}}}}}     | Scala temporale del teorema di ricorrenza di Poincaré per lo stato quantistico di una ipotetica scatola contenente un buco nero di massa uguale a quella della regione attualmente visibile dell'Universo. |
| mathematics                   | {\displaystyle 10^{10^{10^{10^{10^{1,1}}}}}} | Scala temporale del teorema di ricorrenza di Poincaré per lo stato quantistico di una ipotetica scatola contenente un buco nero con la massa stimata dell'intero Universo, osservabile e non, supponendo un modello inflazionario caotico di Linde con un inflatone la cui massa è 10−6 masse di Planck. |

## Eventi astronomici
Questa è una lista di eventi astronomici estremamente rari, dopo l'inizio del XI millennio (anno 10.001)
|                            | Anni da oggi              | Data                  | Evento |
| -------------------------- | ------------------------- | --------------------- | --- |
| astronomy and astrophysics | 8.000                     | —                     | La precessione degli equinozi terrestre fa diventare Deneb la stella del Nord. |
| astronomy and astrophysics | 8 638 anni e 75 giorni    | 20 agosto 10.663      | Un'eclissi solare totale si verifica simultaneamente a un transito di Mercurio. |
| astronomy and astrophysics | 8 694 anni e 209 giorni   | 10.720                | I pianeti Mercurio e Venere attraversano l'eclittica contemporaneamente. |
| astronomy and astrophysics | 9 243 anni e 80 giorni    | 25 agosto 11.268      | Un'eclissi solare totale si verifica simultaneamente a un transito di Mercurio. |
| astronomy and astrophysics | 9 549 anni e 267 giorni   | 28 febbraio 11.575    | Un'eclissi solare anulare si verifica simultaneamente a un transito di Mercurio. |
| astronomy and astrophysics | 10.000                    | —                     | Il calendario gregoriano sarà di circa 10 giorni sfasato rispetto alla posizione del Sole nel cielo. |
| astronomy and astrophysics | 11 400 anni e 103 giorni  | 17 settembre 13.425   | Un transito quasi simultaneo di Venere e Mercurio. |
| astronomy and astrophysics | 12.000–13.000             | —                     | La precessione degli equinozi terrestre fa diventare Vega la stella del Nord. |
| astronomy and astrophysics | 13.000                    | —                     | Da questo punto, a metà del ciclo precessionale, l'Inclinazione assiale terrestre sarà invertita, con estate e inverno che si verificano su lati opposti della orbita terrestre. Ciò significa che le stagioni nell'emisfero settentrionale, che già conosce una più marcata variazione di stagioni a causa della maggiore percentuale di terre, saranno ancora più estreme, in quanto sarà rivolto verso il Sole al perielio della Terra e dalla parte opposta del Sole all'afelio. |
| astronomy and astrophysics | 13 206 anni e 304 giorni  | 5 aprile 15.232       | Un'eclissi solare totale si verifica simultaneamente a un transito di Venere. |
| astronomy and astrophysics | 13 764 anni e 318 giorni  | 20 aprile 15.790      | Un'eclissi solare anulare si verifica simultaneamente a un transito di Mercurio. |
| astronomy and astrophysics | 18 848 anni e 209 giorni  | 20.874                | Il calendario lunare islamico e il calendario solare gregoriano condividono lo stesso numero dell'anno. Successivamente, il più breve calendario islamico supera lentamente quello gregoriano. |
| astronomy and astrophysics | 27.000                    | –                     | L'eccentricità dell'orbita terrestre raggiunge un minimo, 0,00236 (ora è 0,01671). |
| astronomy and astrophysics | 36 147 anni e 117 giorni  | ottobre 38.172        | Un transito di Urano da Nettuno, il più raro di tutti i transiti planetari. |
| astronomy and astrophysics | 46 875 anni e 268 giorni  | 1º marzo 48.901       | Il calendario giuliano (365,25 giorni) e il calendario gregoriano (365,2425 giorni) si trovano a un anno di distanza. |
| astronomy and astrophysics | 65 147 anni e 209 giorni  | 67.173                | I pianeti Mercurio e Venere attraversano l'eclittica contemporaneamente. |
| astronomy and astrophysics | 67 138 anni e 50 giorni   | 26 luglio 69.163      | Un transito simultaneo di Venere e Mercurio. |
| astronomy and astrophysics | 222 482 anni e 295 giorni | 27 e 28 marzo 224.508 | Un transito prima di Venere, quindi di Mercurio. |
| astronomy and astrophysics | 569 715 anni e 209 giorni | 571.741               | Un transito simultaneo di Venere e della Terra visto da Marte |

## Esplorazione dello spazio
Ad oggi cinque veicoli spaziali (Voyager 1 e 2, Pioneer 10 e 11 e New Horizons) si trovano su traiettorie che li porteranno fuori dal sistema solare e nello spazio interstellare. A meno di improbabili collisioni, l'esperienza dovrebbe durare indefinitamente.
|                            | Anni da oggi | Evento |
| -------------------------- | ------------ | --- |
| astronomy and astrophysics | 10.000       | Pioneer 10 passa a meno di 3,8 anni luce dalla stella di Barnard. |
| astronomy and astrophysics | 25.000       | Il messaggio di Arecibo, una raccolta di dati radio trasmessi in data 16 novembre 1974, raggiunge la sua destinazione, l'ammasso globulare Messier 13. Questo è l'unico messaggio radio interstellare inviato verso una regione così lontana della galassia. Ipotizzando che venga impiegata una modalità di comunicazione simile, un'eventuale risposta dovrebbe metterci almeno altrettanto per raggiungere la Terra. |
| astronomy and astrophysics | 40.000       | Voyager 1 passa a meno di 1,6 anni luce da AC +79 3888, una stella nella costellazione della Giraffa. |
| astronomy and astrophysics | 50.000       | Se il lancio avrà avuto luogo, la capsula del tempo del satellite KEO rientrerà nell'atmosfera terrestre. |
| astronomy and astrophysics | 296.000      | Voyager 2 passa a 4,3 anni luce da Sirio, la stella più luminosa del cielo notturno. |
| astronomy and astrophysics | 300.000      | Pioneer 10 passa a meno di 3 anni luce da Ross 248. |
| astronomy and astrophysics | 2 milioni    | Pioneer 10 passa vicino alla stella luminosa Aldebaran. |
| astronomy and astrophysics | 4 milioni    | Pioneer 11 passa vicino a una delle stelle della costellazione dell'Aquila. |
| astronomy and astrophysics | 8 milioni    | Le orbite dei satelliti LAGEOS subiranno un decadimento ed essi rientreranno nell'atmosfera terrestre, portando con sé un messaggio a tutti i futuri, lontani discendenti dell'umanità, e una mappa dei continenti come ci si aspetta che appaiano allora. |

## Tecnologia e cultura
|                        | Anni da oggi        | Evento |
| ---------------------- | ------------------- | --- |
| technology and culture | 10.000              | Stima durata dei diversi progetti in corso della Fondazione Long Now, tra i quali un orologio da 10.000 anni noto come l'Orologio Long Now, il progetto Rosetta, e il progetto Long Bet. |
| technology and culture | 10.000              | Avvento del "Problema dell'anno 10.000" o "Y10K". I software che codificano le date utilizzando solo 4 caratteri non saranno più in grado di memorizzarle a partire dal 1º gennaio dell'anno 10.000 |
| technology and culture | 10.000              | Le differenze negli esseri umani per colore di pelle, occhi e capelli non saranno più riconoscibili in base alla regione di appartenenza. Essenzialmente ogni tipologia di differenza fra esseri umani sarà distribuita equamente in tutto il mondo, oppure accorpata in un'unica grande tipologia per effetto della Globalizzazione |
| technology and culture | 20.000              | Solamente l'1% delle parole contenute nei vocaboli di ogni lingua del mondo al giorno d'oggi sarà sopravvissuta nelle lingue che si parleranno nell'anno 20.000. In altre parole nessuna delle lingue che esistono nel presente sarà riconoscibile da questo punto in poi                                                            |
| technology and culture | 100.000 – 1 milione | Termine entro il quale l'umanità sarà una civiltà del III tipo, secondo Michio Kaku, in grado di sfruttare tutta l'energia della galassia. |
| technology and culture | 5–50 milioni        | Tempo entro il quale l'intera galassia potrebbe essere colonizzata, anche a velocità inferiori a quella della luce. |